# Dudu Figueiredo
Luiz Eduardo Figueiredo, noto come Dudu (Curitiba, 12 maggio 1991), è un calciatore brasiliano, centrocampista del Santo André.